# Npj Science of Learning
npj Science of Learning — це рецензований науковий інтернет-журнал з відкритим доступом видавництва Nature Portfolio (Springer), який публікує статті на різні теми присвячені дослідженню всіх аспектів навчання та пам’яті – від генетичної, молекулярної та клітинної основи до розуміння того, як діти та дорослі навчаються через досвід та формальну освітню практику.
npj Science of Learning публікує дослідження, а також огляди, перспективи та коментарі до статей, які покращують наше розуміння міждисциплінарної науки про навчання та мають на меті забезпечити форум для дослідження на перетині нейронаук, психології та теорії освіти.

## Тематика
Типові теми журналу включають, але не обмежуються:
- Навчання і формування пам'яті
- Технології та інформатика
- Моделювання процесів навчання
- Генетика та нейрогенетика
- Теорія, політика та економіка освіти
- Педагогіка
- Педагогічна, когнітивна та соціальна психологія
- Епідеміологія та громадське здоров'я
- Вплив на суспільство.